# Дебой Володимир Михайлович
Дебой Володимир Михайлович (30 червня 1969, Київ) — колишній міський голова Житомира (з 9 листопада 2010 року до 25 лютого 2014 року).

## Освіта
1992 — закінчив Санкт-Петербурзький технологічний інститут холодильної промисловості, інженер-механік.
1992–1997 — Національна академія управління, економіст.
2007 — закінчив Київський національний університет імені Тараса Шевченка, магістр права.

## Професійний досвід
Трудову діяльність розпочав в липні 1986 року — дозиметрист ІІІ розряду Житомирського пивзаводу.
Після служби в армії та закінчення інституту, працював на Житомирському пивзаводі:
з серпня 1992 року по лютий 1993 року — інженер з питань охорони праці та техніки безпеки;
з лютого 1993 по серпень 1998 — начальник торгового відділу;
з серпня 1998 по серпень 1999 — комерційний директор ВАТ «Житомирпиво»;
з серпня 1999 року по травень 2008 року — голова правління ВАТ «Житомирпиво».
7 травня 2008 року призначений на посаду заступника голови [Архівовано 26 червня 2009 у Wayback Machine.] Житомирської облдержадміністрації (розпорядження голови облдержадміністрації від 05.05.08 № 138-к).
У результаті виборів, що відбулися 31 жовтня 2010 р., обраний міським головою Житомира.
Міський голова Житомира з 31 жовтня 2010 року по 25 лютого 2014 року.

## Сімейний стан
Одружений, виховує сина і доньку.